# Ichneumon tertiarius
Ichneumon tertiarius là một loài tò vò trong họ Ichneumonidae.